# Portoryko na Letnich Igrzyskach Paraolimpijskich 2012
Portoryko na Letnich Igrzyskach Paraolimpijskich 2012 w Londynie reprezentowało 2 zawodników. 
Był to siódmy start reprezentacji Portoryko na Letnich igrzyskach paraolimpijskich.

## Kadra

### Lekkoatletyka
Mężczyźni
| Zawodnik             | Konkurencja          | Kwalifikacje | Kwalifikacje | Finał  | Finał   |
| Zawodnik             | Konkurencja          | Wynik        | Pozycja      | Wynik  | Pozycja |
| -------------------- | -------------------- | ------------ | ------------ | ------ | ------- |
| Jose Benitez Sanchez | Pchnięcie kulą (F20) | —            | —            | 9,88 m | 13.     |

### Żeglarstwo
Mężczyźni
| Zawodnik                 | Konkurencja | Wyścig | Wyścig | Wyścig | Wyścig | Wyścig | Wyścig | Wyścig | Wyścig | Wyścig | Wyścig | Wyścig | Punkty | Finałowa pozycja |
| Zawodnik                 | Konkurencja | 1      | 2      | 3      | 4      | 5      | 6      | 7      | 8      | 9      | 10     | M*     | Punkty | Finałowa pozycja |
| ------------------------ | ----------- | ------ | ------ | ------ | ------ | ------ | ------ | ------ | ------ | ------ | ------ | ------ | ------ | ---------------- |
| Julio Reguerro Hernandez | 2.4mR       | 9      | 9      | 8      | 2      | 11     | 8      | 5      | (13)   | 11     | 7      | -      | 70     | 9.               |

M = Wyścig medalowy